# Isabaten
Die Isabaten (Tamascheq I-săbăt-ăn, I-səbət-ən, Singular E-săbăt, E-səbət) waren ein antikes Volk in der Sahara in Nordafrika. Die Isabaten werden erstmals in einem Siegesbericht des ägyptischen Pharaos Ramses III. (um 1184–1152 v. Chr.) als 3(m?)-s3-b3-t3 erwähnt. Zuvor waren sie gemeinsam mit anderen libyschen Stämmen in Ägypten eingefallen, wurden aber von Ramses besiegt. Unter den Namen Ἀσβύσται Asbystai (Herodot), Ἀσβῦται Asbytai/Ἀσβῆται Asbetai (Claudius Ptolemäus) und Hasbitae (Plinius der Ältere) wurden sie dann von verschiedenen antiken Autoren erwähnt und in der Cyrenaica, abseits vom Meer, lokalisiert. Im 1. Jahrtausend n. Chr. scheinen die Isebeten in das Ahaggar-Gebirge im südlichen Algerien gewandert zu sein, wo sie gegen Ende des 1. Jahrtausends von den ankommenden Tuareg unterworfen wurden. In der heutigen mündlichen Überlieferung der Tuareg erscheinen die Isabaten in verschiedenen Anekdoten, die sie als dumme, der Metallverarbeitung unkundige Jäger und Hirten, und ihre Sprache als fehlerhaftes Tamascheq charakterisieren. Allerdings behaupten Teile des Tuareg-Stammes der Dag-Ghali, von den Isabaten abzustammen.